# Грязнуха (приток Чепцы)
Грязнуха — река в России, протекает в Очёрском и в Большесосновском районах Пермского края. Устье реки находится в 479 км по левому берегу Чепцы. Длина реки 16 км, площадь бассейна 71 км².
Исток расположен южнее нежилой деревни Коточиги, в 6 км к юго-западу от села Кулики. Генеральное направление течения — юг, затем юго-запад и запад. В среднем течении перетекает в Большесосновский район. Всё течение проходит по ненаселённой холмистой местности. Впадает в реку Чепца напротив устья реки Легзюшка.

## Данные водного реестра
По данным государственного водного реестра России относится к Камскому бассейновому округу, водохозяйственный участок реки — Чепца от истока до устья, речной подбассейн реки Вятка. Речной бассейн реки — Кама.
Код объекта в государственном водном реестре — 10010300112111100032363.